# A bosszú (teleregény, 2000)
A bosszú (eredeti cím: La revancha) 2000-es amerikai–venezuelai telenovella, amelyet Pepe Sánchez és Yaky Ortega rendezett. A főbb szerepekben Danna García, Jorge Reyes, Marcela Pezet, Jorge Martínez és Maritza Rodríguez látható.
Amerikában 2000. január 1-én a Univision, Magyarországon 2002. október 1-jén a Zone Romantica mutatta be.

## Történet
20 évvel ezelőtt Aristid Ruízt megölte Rodrigo Arcinegas. Idősebb lányát, Isabela-t a keresztapja nevelte fel. A fiatalabbik lányt Mariana-t a dadája, Providencia vitte magával miután tanúja volt a gyilkosságnak. Providencia Mariana-t saját lányaként nevelte fel Soledad néven.
Alejandro, Rodrigo fia egy hajón megismeri Soledadot és azonnal beleszeret. Alejandro nem tud a két családot összekötő szörnyű titokról, Providencia azonban igyekszik megakadályozni szerelmük kibontakozását. Alejandro megismeri Isabela-t is, aki szintén szerelmes lesz a férfibe. Isabela mindent megtesz, hogy elválassza Soledadot Alejandrotól, anélkül, hogy tudná, hogy ő a testvére.

## Szereplők
| Színész               | Szereplő                         | Leírás                                                            | Magyar hang            |
| --------------------- | -------------------------------- | ----------------------------------------------------------------- | ---------------------- |
| Danna García          | Soledad Santander / Mariana Ruíz | Soledad nevelt lánya, Aristid Ruíz lánya                          | Stéfán Bodor Mária     |
| Jorge Reyes           | Alejandro Arciniegas             | Orvos, Rodrigo fia, Reinaldo és Guillermo testvére, Kike édesapja | Kiss Csaba             |
| Marcela Pezet         | Isabela Ruíz                     | Aristid Ruíz lánya, Álvaro keresztlánya                           | Németi Emese           |
| Jorge Martínez        | Rodrigo Arciniegas               | Reinaldo, Alejandro és Guillermo édesapja                         | Medgyesfalvi Sándor    |
| Maritza Rodríguez     | Mercedes Riverol                 | Óscar lánya                                                       | Kiss Gabi              |
| Jorge Aravena         | Reinaldo Arciniegas              | Rodrigo fia, Alejandro és Guillermo testvére                      | Lélek Sándor           |
| Ninel Conde           | Reina Azcárraga                  | Emperatriz lánya                                                  | Debelka Mária          |
| Elluz Peraza          | Emperatriz de Arciniegas         | Rodrigo 2. felesége, Reina édesanyja                              | Firtos Edit            |
| Henry Zakka           | Óscar Riverol                    | Mercedes édesapja, Rodrigo barátja                                | Dobos Imre             |
| Patricia Álvarez      | Dolores "Lola" Cienfuegos        | Rosarito testvére                                                 | Tóth Tünde             |
| Alberto Mayagoitia    | Leonardo Manríque                | Orvos, Alejandro barátja                                          | Szotyori József        |
| Vicente Tepedino      | José Luis Hernández              | Romelia fia                                                       | Kovács Levente         |
| Raquel Bustos         | Rosarito Cienfuegos              | Lola testvére                                                     | Takács Melinda         |
| Juan Carlos Gutiérrez | Sabas                            | Rodrigo testőre                                                   | Dimény Levente         |
| Norma Zúñiga          | Providencia Santander            | Soledad nevelőanyja                                               | Csíky Ibolya           |
| Orlando Casín         | Santiago                         |                                                                   | Seres Lajos            |
| Claudia Reyes         | Brenda                           | Reinaldo barátnője                                                | Sas Gabriella          |
| Yadira Santana        | Bernarda                         | Házvezetőnő az Arciniegas-házban                                  | Dankó Melinda          |
| Diana Quijano         | Lucía de Arciniegas              | Alejandro "nagynénje", valójában az édesanyja                     | Laczó Júlia            |
| Félix Manríque        | Kike Arciniegas                  | Alejandro fia                                                     | Piroska Katalin        |
| Lino Martone          | Guillermo Arciniegas             | Rodrigo fia, Reinaldo és Alejandro testvére                       | Hanyecz Róbert         |
| Olimpia Maldonado     | Lupe                             |                                                                   | Bányai Irén            |
| Rosa Félipe           | Rosa                             |                                                                   | Márton Erzsébet        |
| Martha Mijares        | Romelia Hernández                | José Luis édesanyja                                               | Fábián Enikő           |
| Rosalinda Rodríguez   | Tula                             |                                                                   | Fodor Réka             |
| Omar Moinello         | Álvaro del Rosal                 | Isabela keresztapja                                               | Török Sándor           |
| Juan David Ferrer     | Arturo Bustillos                 | José Luis barátja                                                 | Szabó Barna            |
| Yoly Domínguez        | Fanny                            |                                                                   | Gajai Ágnes            |
| Tatiana Capote        | Sandra Castillos                 | Guillermo édesanyja                                               | Kovács Márta           |
| Steve Roth            | Gustavo Guerra                   |                                                                   | Szőke Kavinszki András |
| Evelyn Santos         | Daniela                          |                                                                   | Molnár Júlia           |
| Mónica Rubio          | Carolina                         |                                                                   | Molnár Júlia           |
| Andrés Gutiérrez      | Carlos Alberto Méndez            |                                                                   | Daróczi István         |

## Előző verzió
La revancha (1989) Rosalinda Serfaty és Jean Carlos Simancas főszereplésével.

## Fordítás
- Ez a szócikk részben vagy egészben  a   La revancha (telenovela de 2000) című spanyol Wikipédia-szócikk fordításán alapul.  Az eredeti cikk szerkesztőit annak laptörténete sorolja fel. Ez a jelzés csupán a megfogalmazás eredetét és a szerzői jogokat jelzi, nem szolgál a cikkben szereplő információk forrásmegjelöléseként.